# Golful Lion

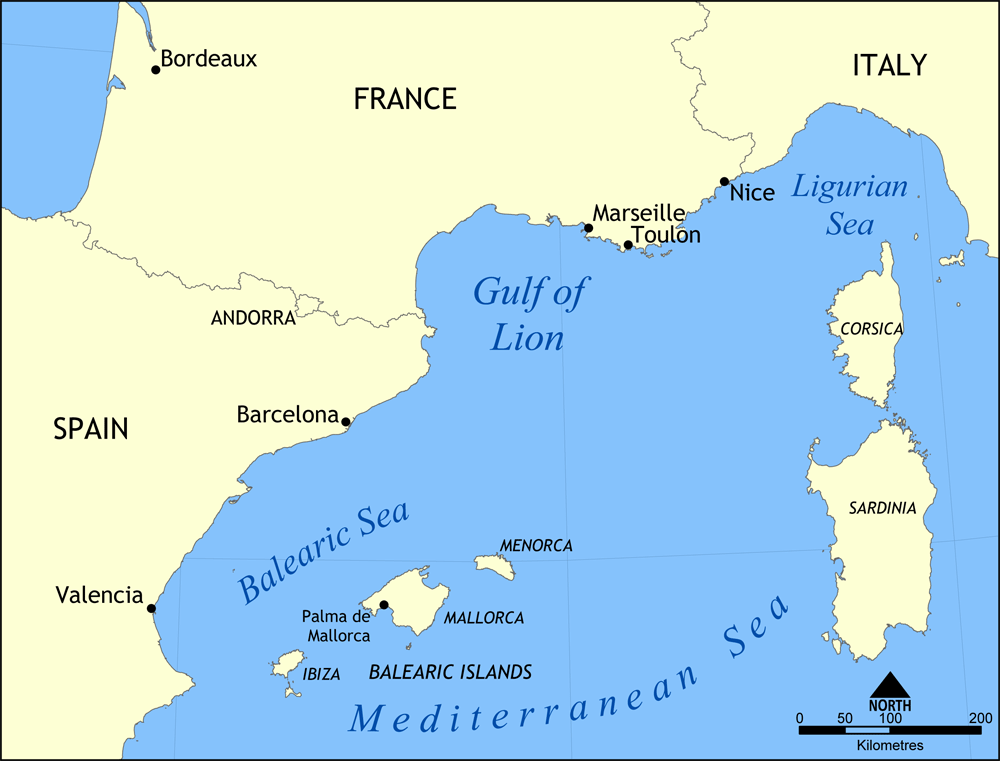
Harta Golfului Lion

Golful Lion (franceză: golfe du Lion, spaniolă: golfo de León, occitană: golf del/dau Leon, catalană: golf del Lleó, latină: sinus Leonis, mare Leonis) este o parte a Mării Mediterane care scaldă litoralul din regiunile franceze Languedoc-Roussillon și Provence, de la Pirinei în vest până la Toulon în est.
Pe malul golfului Lion se află Camargue, singura regiune mlăștinoasă naturală de pe țărmul Mării Mediterane, vestită pentru hergheliile de cai și pentru turmele de vite crescute aici.

## Istoric
Înainte ca, la malul Golfului Lion, să apară marinarii străini, pământurile de la gurile Rhonului fuseseră colonizate de triburile celtice, în secolul al VIII-lea î. Hr. Acestea migraseră în regiune de pe malurile Rhinului și de pe teritoriul Elveției contemporane. Ceva mai târziu, ligurii și etruscii au început să navigheze de-a lungul coastei, făcând negoț cu populația locală. După ei, s-au ivit grecii și fenicienii, care au întemeiat colonii portuare și comerciale pe țărmul Spaniei contemporane. Marsilia a apărut în urmă cu aproape 2.500 de ani, sub forma coloniei grecești Massallia.
Grecii nu au cucerit însă țărmul Golfului Lion, nici din punct de vedere militar, nici cultural. Ei s-au limitat la negustorie. Nu au impus populației locale nici limba lor. Cu totul altfel s-au comportat noii stăpâni ai ținutului, romanii. În ultimele decenii dinaintea erei noastre, cultura lor a fuzionat treptat cu civilizația galilor celtici. În anul 27 î. Hr., împăratul Octavian Augustus a întemeiat provincia Galia Narbonensis, alegând drept capitală orașul Narbonne, numit de romani Narbo Martius. Așezarea avea, la vremea respectivă, acces direct la mare, prin delta fluviului Aude. Din acea perioadă s-a păstrat Horreum, un complex subteran de grânare și de jgheaburi pentru cereale, din secolul I î. Hr. Mai târziu, orașul a devenit scaun episcopal, dar a început să își piardă din importanță după secolul al XIV-lea, când a avut loc colmatarea portului.
Când Imperiul Roman a intrat în declin, coloniile din golful Lion au început să fie tot mai des atacate de triburile germanice. În anul 412, romanii au fost învinși de vizigoți la Narbonne. Cuceritorii au fondat un stat care cuprindea sudul Galiei, Spania și nordul Africii (de unde au fost alungați de arabi, la începutul secolului al VII-lea). Victoria lui Carol Martel împotriva musulmanilor, în anul 732, a marcat începutul stăpânirii francilor asupra coastei Golfului Lion.

## Plaje... și industrie
La începutul anilor `60 ai secolului al XX-lea, cea mai mare parte a coastei situate la vest de Rhon era aproape complet neamenajată, ceea ce constituia un handicap pentru dezvoltarea turismului în regiune. Existau numai sate pescărești mici, iar în sezonul estival roiurile de țânțari erau o adevărată plagă, din cauza mlaștinilor locale întinse. Din 1965, a început drenarea sistematică a acestor terenuri. Au fost construite noi șosele, care au facilitat accesul la această atrăgătoare regiune de odihnă.
Midi - cum numesc francezii fâșia lor de litoral la Marea Mediterană - este asociat, de regulă, cu soarele și plajele de nisip. Într-adevăr, acest ținut atrage vara mai mulți turiști decât oricare alt colț al țării de pe Sena. Dar coasta Golfului Lion nu este numai o regiune turistică, ci și una industrială.
La est, industria este concentrată în Marsilia și Toulon, la vest, principalele centre fiind Montpellier și Sète. Acest din urmă oraș este, totodată, al doilea port francez ca mărime de la Marea Mediterană.
Aproape de mal se află lacuri sărate întinse, separate de mare printr-un cordon îngust de dune, formate din nisip și material detritic. Aceste formațiuni sunt mediul de viață al multor specii de pești și de păsări: cele mai cunoscute sunt flamingii care, în stoluri mari, își caută hrană pe bancurile de nisip. Majoritatea vechilor golfuri maritime, separate de largul mării cu mii de ani în urmă printr-un cordon litoral, au fost reunite cu Marea Mediterană printr-o rețea de mici canale. Pe acestea, domnește un trafic intens de ambarcațiuni de pescuit și sportive. În zona sudică regiunii de coastă, numită Côte Vermeille, se ridică vechi orășele pitorești, precum Port-Vendres sau Banyuls-sur-Mer.
O adevărată capodoperă a arhitecturii este însă Canal du Midi, construit încă din secolul al XVII-lea. Acesta duce de la Toulouse, la lacul sărat Thau, în apropiere de orașul Sète, unde se unește cu canalul Rhon, iar prin intermediul acestuia, cu alte artere navigabile europene.
Pe malurile Canalului Midi se întind poteci umbroase și alei rezervate bicicliștilor. În interiorul uscatului, dincolo de fâșia litorală care tentează cu numeroase atracții, se află podgorii, considerate de mulți drept sufletul acestei regiuni. Acestea se întind pe suprafețe vaste, pe pământuri de culoare roșie, maro sau ocru, iar printre ele răsar, din loc în loc, pini și chiparoși de un verde închis.